# Quinn Sullivan
Quinn Sullivan (* 26. března 1999) je americký bluesový kytarista. Lekce hry na kytaru začal dostávat ve věku tří let. Již ve svých šesti letech vystupoval v pořadu The Ellen DeGeneres Show. Roku 2007 si zahrál při koncertu s kytaristou Buddym Guyem. Rovněž hrál na jeho albu Skin Deep (2008). V roce 2011 vystoupil v pořadu Jimmy Kimmel Live! a téhož roku vydal své první album Cyclone. Jeho další album Getting There (2013) produkoval Guyův dvorní producent Tom Hambridge, který se podílel i na jeho dalším albu  Midnight Highway (2017).